# SCUD-ER
SCUD-ER은 기존의 화성-5, 6(스커드) 혹은 화성-7을 개량한 미사일이다. 북한에서는 《화성-9》형으로 불리는 것으로 알려졌다.

## 역사
로동 1호는 1990년 5월 미국 정찰위성이 함경남도 함주군 로동리에 처음으로 발견해서, 로동 미사일이라고 부른다. 2단 액체연료 준중거리 탄도 미사일이다.
2006년 7월 5일, 깃대령 미사일 기지에서 로동 미사일 4발을 발사했다. 400 km 정도를 비행했다. 무수단리 미사일 발사장에서 대포동 2호를 발사했다. 대포동 2호는 실패했지만, 로동은 매우 정확하게 목표물에 명중했다. 스커드와 로동이 똑같이 400 km 떨어진 목표물을 명중하더라도, 비행속도가 매우 다르다. 한국군은 이를 로동 2호로 추정했다.
2006년 조선민주주의인민공화국은 기존의 화성-7호를 개량한 새로운 미사일의 발사시험을 감행했다. 사거리가 1350~1500Km로 추정되는 이 미사일은 파키스탄의 가우리 미사일과 이란의 샤하브-3 미사일과 흡사해 기술 이전 의혹이 일기도 했다.
이란은 2008년 11월 13일 세질 1호를 시험발사했다. 2단 고체연료인 로동 2호를 수입한 것으로 보인다. 세질 미사일에 대한 제원은 많이 알려져 있지만, 로동 2호에 대한 제원은 거의 알려진 것이 없어서, 세질을 통해 로동 2호의 제원, 성능을 추정할 수 있을 뿐이다.
- 2016년 9월 5일 황해북도 황주군에서 시험발사했다.
- 2017년 3월 6일 함경북도 철산군에서 시험발사했다.

## 킬체인
2018년 기준으로, 한미는 조선민주주의인민공화국이 스커드 600발, 로동 200발, 무수단 50발을 보유했다고 본다. 스커드와 로동은 모두 액체연료여서, 킬체인이 가능하다고 본다. 그러나 조선민주주의인민공화국은 고체연료로 개량을 하여 이미 교체했거나, 곧 교체할 것으로 보인다. 이란이 세질을 2008년에 발사해서, 이미 10년이나 지났다는 것을 감안하면, 한국이 액체연료 로동 200발로 추정하는 것은, 실제로는 이메 고체연료로 모두 교체되었을 수도 있는 시간이다.
조선민주주의인민공화국의 스커드 미사일, 로동 미사일은 발사 전 액체연료 주입에 1시간 이상 걸려서, 25분만에 선제타격이 완료되는 킬체인이 가능하다. 그러나 고체연료는 즉시발사되기 때문에, 25분이면 이미 한국 목표물에 명중하고 난 후의 시간대다.

## 미사일 방어
조선민주주의인민공화국의 로동 2호에 대한 보도는 거의 없어서, 이란의 세질 1호, 세질 2호, 세질 3호를 통해 조선민주주의인민공화국의 로동 미사일 현황을 역으로 추정해 볼 수 있다.
이란은 사거리 2,400 km 세질 1호를 개량해 사거리 2,000 km 세질 2호를 개발했다. 사거리를 줄이는 대신, 종말 낙하속도를 빠르게 해서, 패트리어트 미사일 회피기능을 탑재했다. 세질 3호는 이러한 회피기능을 더욱 향상했다고 알려져 있다.
만약 조선민주주의인민공화국의 로동 2호가 세질 3호의 성능일 경우, 패트리어트 미사일과 천궁 미사일은 무력화되며, 사드만이 로동 2호를 요격할 수 있다. 사드는 패트리어트 미사일의 개념적 요격 한계를 대폭 개선한 미사일 방어 무기이다. 예를 들어, 패트리어트 미사일은 요격고도가 30 km 밖에 안되어서, 탄도 미사일이 40 km 고도로 비행해와 목표물 상공에서 수직으로 떨어지면서 엔진 최대 출력으로 낙하속도를 높이면, 요격을 못한다. 사드는 요격이 가능하다.

## 핵탄두
조선민주주의인민공화국은 수소폭탄 개발을 완료하여, 500 kg 무게에 500 kt, 1톤 무게에 1메가톤 핵탄두 제조가 가능해졌다. KN-22 열핵탄두 참조. 1메가톤이면 서울시 1천만명이 전멸한다고 알려져 있다. 성주에 배치된 사드는 서울을 방어할 수 없다.
따라서, 서울 등 대도시가 모두 소멸하면, 한국군의 북핵방어 3축인 킬체인, 한국형 미사일 방어체제는 모두 무력화되었고, 전국민이 거의 전멸한 상태에서, 대량응징보복으로 1천발 이상의 정밀유도 미사일을 발사하여 조선민주주의인민공화국의 주요 산업시설, 군사기지를 초토화 하여 경제를 완전히 망하게 하는 보복수단 밖에 없다. 물론 미국이 제2격으로 보복핵공격을 해 줄 수는 있지만, 미국이 즉시 핵미사일을 보복 발사해준다는 보장은 없다.

## 참고
- 열병식에 나타난 로동2호
- Jeremy Binnie, “Another Iranian Ballistic Missile Test Revealed,” Janes Defence Weekly, December 8 2015.
- Duncan Lennox. “Shahab 3/4 (Ghadr-1).” Jane’s Strategic Weapon Systems (Offensive Weapons). February 2, 2012
- Intermediate-Range Missile Development